# Maui
Maui is een eiland in de Amerikaanse staat Hawaï. Het is met 1883 km² het op een na grootste eiland van de archipel. Het eiland bestaat uit twee vulkanen, Haleakala (3055 m) en de overblijfselen van de oudere West Maui Volcano, die door een landengte met elkaar verbonden zijn. Omdat deze landengte als een dal tussen de vulkanische bergen ligt, staat Maui ook bekend als "The Valley Isle".
Er wonen 144.444 inwoners waardoor de bevolkingsdichtheid 62 inwoners per vierkante kilometer is. De grootste plaatsen op het eiland zijn Kahului, Wailuku, Lahaina en Kīhei.

## Klimaat
Op zeeniveau heerst op Maui gedurende het hele jaar een tropisch klimaat. De gemiddelde temperaturen liggen in de zomer tussen 24 en 27 °C, in de winter ongeveer 2–4 °C lager. De watertemperaturen in de Grote Oceaan bedragen 24–27 °C. De regentijd is van november tot april. De hoeveelheid neerslag varieert afhankelijk van de plaats op het eiland. De noordoostelijke loefzijde van het eiland langs de kust bij Hana krijgt bijna 10 m neerslag per jaar, waarmee het een van de natste plaatsen op aarde is, terwijl Kihei, dat aan de lijzijde van de vulkaan Haleakala ligt, slechts 250 mm per jaar krijgt.

## Economie
De belangrijkste sectoren van de economie van het eiland zijn de landbouw en het toerisme. Het grootste deel van de vruchtbare landengte wordt voor het verbouwen van suikerriet en ananas gebruikt.
De grootste luchthaven van het eiland is Kahului Airport (IATA-code: OGG; ICAO-code: PHOG). Van hieruit zijn er verbindingen met de andere eilanden van Hawaï, en ook directe vluchten naar het Noord-Amerikaanse vasteland, bijvoorbeeld naar Chicago, San Francisco, Los Angeles, Atlanta en Vancouver.

## Toerisme

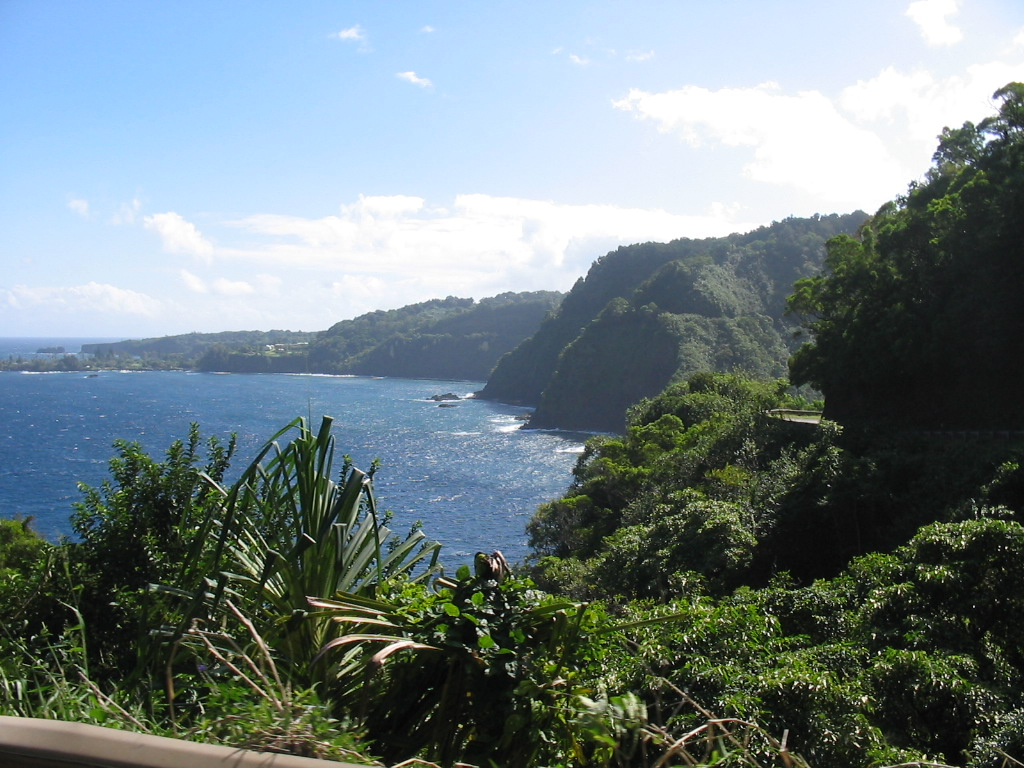

In 2002 bezochten in totaal meer dan 2 miljoen toeristen Maui. De belangrijkste toeristengebieden liggen aan de kust tussen Lahaina en Kapalua, en tussen Kihei en Wailea. Hoewel Oahu veel door toeristen uit Japan wordt bezocht, is Maui het meest populair bij toeristen uit de Verenigde Staten en Canada.
Tot de vele bezienswaardigheden van het eiland behoren de door regenwouden voerende smalle kustweg naar Hana, de Kahekili Highway, het 118 km² grote Nationaal park Haleakala, de Iao Valley, en de door het surfen wereldberoemde stranden aan de noordkust van Maui (Ho'okipa, Jaws, Lanes, Spreckelsville, Kanaha).
Nakalele Point is het noordelijkste deel van het eiland. Hier bevindt zich een indrukwekkend blaasgat.
Op Maui bevindt zich de Kahanu Garden, een botanische tuin die wordt beheerd door de National Tropical Botanical Garden.

## Bosbranden
In augustus 2023 werd Maui getroffen door ongewoon hevige branden die zeker honderdveertien mensen het leven hebben gekost. Tientallen anderen raakten gewond. De hevigheid van de branden werd werd veroorzaakt door een combinatie van een zeer droge zomer en sterke wind afkomstig van de orkaan Dora, die het eiland aan de zuidkant passeerde. De stad Lahaina, gesticht in de 18e eeuw, werd volgens gouverneur Josh Green vrijwel geheel verwoest.